# Корелин, Павел Николаевич
Павел Николаевич Корелин (иногда Карелин; 29 октября (10 ноября) 1870, Оренбургская губерния — 1921) — полковник царской армии, командир 15-го полка Оренбургского казачьего войска, кавалер пяти орденов. Вступил в РККА в 1919 году.

## Биография
Родился 29 октября (10 ноября) 1870 года в семье есаула Николая Фёдоровича Корелина, ставшего впоследствии войсковым старшиной. Точное место рождения разнится в зависимости от источника: по одним сведения он появился на свет в станице Пречистенской первого военного отдела Оренбургского казачьего войска, по другим — в станице Каменноозерной (обе — в Оренбургском уезде).
Получил общее образование в Оренбургской военной прогимназии, откуда поступил в Оренбургское казачье юнкерское училище, из которого в итоге выпустился по первому разряду. Позже, в 1910 году, окончил Офицерскую стрелковую школу.
Приступил к военной службе в Русской императорской армии в августе 1887 года. В сентябре 1890 года стал хорунжим. Затем, через четыре неполных года, был произведён в казачьи сотники, а в июле 1903 — в подъесаулы. Дослужился до есаула уже после Русско-Японской войны — в мае 1912 года. Погоны войскового старшины достались ему в период Первой мировой войны, в конце ноября 1915 года; через год он достиг полковничьего чина.
С 1889 по 1890 год проходил службу в Оренбургском 2-м казачьем полку, затем, с 1894 по 1897 год, числился в Оренбургском 6-м казачьем полку, а после этого вернулся во 2-й полк (1901—1904). В период 1905—1906 годов находился в Оренбургском 1-м казачьем полку. Был участником Русско-Японской войны, после чего продолжил службу в 6-м полку (1910—1912), где получил должность заведующего оружием.
По мобилизации 1914 года был направлен в Оренбургский 17-й казачий полк, но в середине декабря был переведён в Оренбургский 15-й казачий полк. Временно, в течение неполного месяца, возглавлял 15-й полк — до конца января 1915 года. В сентябре, «двигаясь у посада Козлов-Езерна с сотней [кавалерийской] лавой», Корелин вызвал огонь на себя и прикрыл конный отряд. Уже после Февральской революции, в мае 1917 года, был откомандирован от 15-го полка и «признан достойным» выдвижения вне очереди на пост полкового командира. К началу Гражданской войны состоял в распоряжении войскового штаба Оренбургского войска, после чего, в середине октября 1918 года, получил должность помощника командира Оренбургского 1-го казачьего запасного полка.
3 января 1919 года получил под своё начало Оренбургский 13-й казачий полка, но вскоре был отчислен от занимаемой должности «по болезни» и получил назначение на прежний пост помощника командира запасного полка. Перешёл на сторону большевиков — вступил в Красную Армию, где оказался в Башкирской конной бригаде М. Л. Муртазина; числился в ней с 1919 по 1920 год.
В 1921 году скончался от туберкулеза лёгких.

## Награды
- Орден Святого Станислава 3 степени (1903) — мечи и бант
- Орден Святого Станислава 2 степени (1912) — мечи
- Орден Святой Анны 4 степени (1914—1917): «за храбрость»
- Орден Святой Анны 3 степени (1903, утверждён в 1906)
- Орден Святой Анны 2 степени с мечами
- Почётное оружие по выпуску из юнкерского училища (1889)
- Серебряная медаль «В память царствования императора Александра III» (1896)[2][3]

## Семья
Жена: Анна Михайловна Пикторимская — дочь священника.
Дети:
- Мария (род. 1895)
- Александра (род. 1901)
- Анна (род. 1909)
- Александр (род. 1910)
- Алексей (род. 1912)[3]